# Джонсън (окръг, Канзас)
Вижте пояснителната страница за други значения на Джонсън.
Окръг Джонсън (на английски: Johnson County) е окръг в щата Канзас, Съединени американски щати. Площта му е 1243 km², а населението - 534 093 души. Административен център е град Оулейд.